# Hippopotamyrus ansorgii
Hippopotamyrus ansorgii är en fiskart som först beskrevs av Boulenger, 1905.  Hippopotamyrus ansorgii ingår i släktet Hippopotamyrus och familjen Mormyridae. IUCN kategoriserar arten globalt som livskraftig. Inga underarter finns listade i Catalogue of Life.